# Parafia św. Stanisława Kostki w Szczytnie
Parafia Świętego Stanisława Kostki w Szczytnie – rzymskokatolicka parafia w Szczytnie, należąca do archidiecezji warmińskiej i dekanatu Szczytno. Została utworzona 20 listopada 1980. Kościół parafialny mieści się przy ulicy Niepodległości.